# Walter Doerfler
Walter Doerfler (* 11. August 1933 in Weißenburg/Bayern) arbeitet als Genetiker und Virologe in Deutschland.

## Leben

### Ausbildung
Walter Doerfler studierte Medizin in München, Erlangen und Hamburg. An der Universität München wurde er 1959 mit der Dissertation Morphologische und experimentelle Beiträge zum Rückstrom des venösen Blutes im Pfortaderbereich promoviert. Danach war er Intern am Mercer Hospital Trenton, N.J., USA. Er hatte Postdoktorate von 1961 bis 1963 am Max-Planck-Institut für Biochemie in München und von 1963 bis 1966 am Department of Biochemistry, Stanford University Medical School.

### Lehrtätigkeit
Walter Doerfler war von 1966 bis 1969 Assistant Professor und anschließend von 1969 bis 1971 Associate Professor. Danach hatte er zwischen 1971 und 1978 die Position des Adjunct Professor an der Rockefeller University in New York City inne. Von 1972 bis 2002 war Doerfler Professor am Institut für Genetik der Universität zu Köln. Seit 2002 ist er Professor emeritus activ an der Universität zu Köln.

#### Gastprofessuren
In den Jahren 1971 und 1972 hatte Walter Doerfler eine Gastprofessur an der Uppsala Universitet. 1978 wurde er zu einer Gastprofessur an der Stanford University berufen. 1983 wurde dieser Ruf wiederholt. In 1986 und 1999 berief ihn die Princeton University als Gastprofessor. Die Vanderbilt University berief Walter Doerfler erst nach seiner Emeritierung im Jahr 2006.
Seit dem Jahr 2002 lehrt er am Institut für Virologie der Friedrich-Alexander-Universität Erlangen-Nürnberg.

## Wissenschaftliche Beiträge und Entdeckungen
Im Zuge seiner wissenschaftlichen Arbeit veröffentlichte Walter Doerfler über vierhundert Artikel und vierzehn Bücher innerhalb seines Fachgebietes.
Während seiner wissenschaftlichen Tätigkeit machte er folgende genetische Entdeckungen:
- Molekulare Biologie des onkogenen Adenovirus Typ 12
- Integration viraler DNA in das Genom von Säugerzellen
- de novo Methylierung integrierter fremder DNA
- Promotor-Methylierung als langfristiges Abschaltsignal von Genen
- Integration von fremder DNA hat Fernwirkungen auf die Methylierung im Genom der Rezipientenzelle
- Schicksal mit der Nahrung aufgenommener fremder DNA
- Methylierungsmuster im menschlichen Genom, molekulare medizinische Genetik

## Preise und Auszeichnungen
- 1959–1960: Fellow of the Ventnor Foundation
- 1969–1971: Career Scientist Public Health Research Council, City of New York
- 1976: Member European Molecular Biology Organization (EMBO)
- 1981: Aronson-Preis, Berlin
- 1984: Robert-Koch-Preis, Bonn
- 1986–1992: Senat der Deutschen Forschungsgemeinschaft, Bonn
- 1997: Mitglied Deutschen Akademie der Naturforscher Leopoldina, Halle[3]
- 2007: Fellow of the American Association for the Advancement of Science (AAAS)
- 2013: Loeffler-Frosch-Medaille der Gesellschaft für Virologie
- 2018: Dr. med. h. c. - Uppsala Universitet

## Vorfahren
Vorfahren von Walter Doerfler sind Hans Doerfler (1863–1942), ein Pionier der Chirurgie in Bayern und Franz Jakob Kreuter (1813–1889), ein Zivil-Ingenieur und Architekt in Wien (München).